# Lista campioanelor de Grand Slam la dublu feminin
Lista campioanelor turneului de tenis de Grand Slam de dublu feminin.

## Campioane
| Jucătorul a câștigat toate cele 4 turnee de Grand Slam în același an (același partner). Jucătorul a câștigat toate cele 4 turnee de Grand Slam în același an (parteneri diferiți). Jucătorul a câștigat 3 turnee de Grand Slam în același an. Jucătorul a câștigat 2 turnee de Grand Slam în același an. |

| An   | Australian Open                                                                                      | French Open                                                      | Wimbledon                                              | US Open                                                          |
| ---- | --- | ---------------------------------------------------------------- | ------------------------------------------------------ | ---------------------------------------------------------------- |
| 1889 | — | —                                                                | —                                                      | Bertha Townsend Margarette Ballard                               |
| 1890 | — | —                                                                | —                                                      | Ellen Roosevelt Grace Roosevelt                                  |
| 1891 | — | —                                                                | —                                                      | Mabel Cahill (1/2) Emma Leavitt-Morgan                           |
| 1892 | — | —                                                                | —                                                      | Mabel Cahill (2/2) Adeline McKinlay                              |
| 1893 | — | —                                                                | —                                                      | Aline Terry Hattie Butler                                        |
| 1894 | — | —                                                                | —                                                      | Helen Hellwig (1/2) Juliette Atkinson (1/7)                      |
| 1895 | — | —                                                                | —                                                      | Helen Hellwig (2/2) Juliette Atkinson (2/7)                      |
| 1896 | — | —                                                                | —                                                      | Elisabeth Moore (1/2) Juliette Atkinson (3/7)                    |
| 1897 | — | —                                                                | —                                                      | Juliette Atkinson (4/7) Kathleen Atkinson (1/2)                  |
| 1898 | — | —                                                                | —                                                      | Juliette Atkinson (5/7) Kathleen Atkinson (2/2)                  |
| 1899 | — | —                                                                | —                                                      | Jane Craven Myrtle McAteer (1/2)                                 |
| 1900 | — | —                                                                | —                                                      | Edith Parker Hallie Champlin                                     |
| 1901 | — | —                                                                | —                                                      | Juliette Atkinson (6/7) Myrtle McAteer (2/2)                     |
| 1902 | — | —                                                                | —                                                      | Juliette Atkinson (7/7) Marion Jones                             |
| 1903 | — | —                                                                | —                                                      | Elisabeth Moore (2/2) Carrie Neely]]small>(1/3)                  |
| 1904 | — | —                                                                | —                                                      | Miriam Hall                                                      |
| 1905 | — | —                                                                | —                                                      | Helen Homans Carrie Neely (2/3)                                  |
| 1906 | — | —                                                                | —                                                      | Ann Burdette Coe Ethel Bliss Platt                               |
| 1907 | — | —                                                                | —                                                      | Marie Wimer Carrie Neely (3/3)                                   |
| 1908 | — | —                                                                | —                                                      | Evelyn Sears Margaret Curtis                                     |
| 1909 | — | —                                                                | —                                                      | Hazel Hotchkiss Wightman (1/7) Edith Rotch (1/2)                 |
| 1910 | — | —                                                                | —                                                      | Hazel Hotchkiss Wightman (2/7) Edith Rotch (2/2)                 |
| 1911 | — | —                                                                | —                                                      | Hazel Hotchkiss Wightman (3/7) Eleonora Sears (1/4)              |
| 1912 | — | —                                                                | —                                                      | Mary Browne (1/6) Dorothy Green                                  |
| 1913 | — | —                                                                | Winifred McNair Dora Boothby                           | Mary Browne (2/6) Louise Riddell Williams (1/3)                  |
| 1914 | — | —                                                                | Agnes Morton Elizabeth Ryan (1/17)                     | Mary Browne (3/6) Louise Riddell Williams (2/3)                  |
| 1915 | — | —                                                                | Primul Război Mondial                                  | Hazel Hotchkiss Wightman (4/7) Eleonora R. Sears (2/4)           |
| 1916 | — | —                                                                | Primul Război Mondial                                  | Molla Mallory (1/2) Eleonora R. Sears (3/4)                      |
| 1917 | — | —                                                                | Primul Război Mondial                                  | Molla Bjurstedt (2/2) Eleonora R. Sears (4/4)                    |
| 1918 | — | —                                                                | Primul Război Mondial                                  | Marion Zinderstein (1/4) Eleanor Goss (1/4)                      |
| 1919 | — | —                                                                | Suzanne Lenglen (1/8) Elizabeth Ryan (2/17)            | Marion Zinderstein Jessup (2/4) Eleanor Goss (2/4)               |
| 1920 | — | —                                                                | Suzanne Lenglen (2/8) Elizabeth Ryan (3/17)            | Marion Zinderstein Jessup (3/4) Eleanor Goss (3/4)               |
| 1921 | — | —                                                                | Suzanne Lenglen (3/8) Elizabeth Ryan (4/17)            | Mary Browne (4/6) Louise Riddell Williams (3/3)                  |
| 1922 | Esna Boyd (1/4) Marjorie Mountain                                                                    | —                                                                | Suzanne Lenglen (4/8) Elizabeth Ryan (5/17)            | Marion Zinderstein Jessup (4/4) Helen Wills (1/9)                |
| 1923 | Esna Boyd Robertson (2/4) [Sylvia Lance Harper (1/3)                                                 | —                                                                | Suzanne Lenglen (5/8) Elizabeth Ryan (6/17)            | Kathleen McKane Godfree (1/2) Phyllis Covell                     |
| 1924 | Daphne Akhurst (1/5) Sylvia Lance (2/3)                                                              | —                                                                | Hazel Hotchkiss Wightman (5/7) Helen Wills Moody (2/9) | Hazel Hotchkiss Wightman (6/7) Helen Wills Moody (3/9)           |
| 1925 | Sylvia Harper (3/3) Daphne Akhurst (2/5)                                                             | Suzanne Lenglen (6/8) Julie Vlasto (1/2) †                       | Suzanne Lenglen (7/8) Elizabeth Ryan (7/17)            | Mary Browne (5/6) Helen Wills Moody (4/9)                        |
| 1926 | Meryl O'Hara Wood (1/2) Esna Boyd Robertson (3/4)                                                    | Suzanne Lenglen (8/8) Julie Vlasto (2/2)                         | Mary Browne (6/6) Elizabeth Ryan (8/17)                | Elizabeth Ryan (9/17) Eleanor Goss (4/4)                         |
| 1927 | Meryl O'Hara Wood (2/2) Louie Bickerton (1/3)                                                        | Irene Bowder Peacock Bobbie Heine                                | Helen Wills Moody (5/9) Elizabeth Ryan (10/17)         | Kathleen McKane Godfree (2/2) Ermyntrude Harvey                  |
| 1928 | Daphne Akhurst (3/5) Esna Boyd Robertson (4/4)                                                       | Phoebe Holcroft Watson (1/4) Eileen Bennett Whittingstall (1/3)  | Peggy Saunders (1/3) Phoebe Holcroft Watson (2/4)      | Hazel Hotchkiss Wightman (7/7) Helen Wills Moody (6/9)           |
| 1929 | Daphne Akhurst (4/5) Louie Bickerton (2/3)                                                           | Lilí Álvarez Kornelia Bouman                                     | Peggy Saunders (2/3) Phoebe Holcroft Watson (3/4)      | Phoebe Holcroft Watson (4/4) Peggy Saunders (3/3)                |
| 1930 | Margaret Molesworth (1/3) Emily Hood Westacott (1/3)                                                 | Helen Wills Moody (7/9) Elizabeth Ryan (11/17)                   | Helen Wills Moody (8/9) Elizabeth Ryan (12/17)         | Betty Nuthall (1/4) Sarah Palfrey Cooke (1/11)                   |
| 1931 | Daphne Cozens (5/5) Louie Bickerton (3/3)                                                            | Eileen Bennett Whittingstall (2/3) Betty Nuthall Shoemaker (2/4) | Phyllis Mudford Dorothy Shepherd-Barron                | Betty Nuthall Shoemaker (3/4) Eileen Bennett Whittingstall (3/3) |
| 1932 | Coral Buttsworth Marjorie Cox Crawford                                                               | Helen Wills Moody (9/9) Elizabeth Ryan (13/17)                   | Doris Metaxa Josane Sigart                             | Helen Jacobs (1/3) Sarah Palfrey Cooke (2/11)                    |
| 1933 | Margaret Molesworth (2/3) Emily Hood Westacott (2/3)                                                 | Simonne Mathieu (1/9) Elizabeth Ryan (14/17)                     | Simonne Mathieu (2/9) Elizabeth Ryan (15/17)           | Betty Nuthall Shoemaker (4/4) Freda James (1/3)                  |
| 1934 | Margaret Molesworth (3/3) Emily Hood Westacott (3/3)                                                 | Simonne Mathieu (3/9) Elizabeth Ryan (16/17)                     | Simonne Mathieu (4/9) Elizabeth Ryan (17/17)           | Helen Jacobs (2/3) Sarah Palfrey Cooke (3/11)                    |
| 1935 | Evelyn Dearman Nancy Lyle                                                                            | Margaret Scriven Kay Stammers (1/3)                              | Freda James (2/3) Kay Stammers Bullitt (2/3)           | Helen Jacobs (3/3) Sarah Palfrey Cooke (4/11)                    |
| 1936 | Thelma Coyne Long (1/12) Nancye Wynne Bolton (1/10)                                                  | Simonne Mathieu (5/9) Billie Yorke (1/4)                         | Freda James (3/3) Kay Stammers Bullitt (3/3)           | Marjorie Gladman Carolin Babcock                                 |
| 1937 | Thelma Coyne Long (2/12) Nancye Wynne Bolton (2/10)                                                  | Simonne Mathieu (6/9) Billy Yorke (2/4)                          | Simonne Mathieu (7/9) Billy Yorke (3/4)                | Sarah Palfrey Cooke (5/11) Alice Marble (1/6)                    |
| 1938 | Thelma Coyne Long (3/12) Nancye Wynne Bolton (3/10)                                                  | Simonne Mathieu (8/9) Billy Yorke (4/4)                          | Sarah Palfrey Cooke (6/11) Alice Marble (2/6)          | Sarah Palfrey Cooke (7/11) Alice Marble (3/6)                    |
| 1939 | Thelma Coyne Long (4/12) Nancye Wynne Bolton (4/10)                                                  | Simonne Mathieu (9/9) Jadwiga Jędrzejowska                       | Sarah Palfrey Cooke (8/11) Alice Marble (4/6)          | Sarah Palfrey Cooke (9/11) Alice Marble (5/6)                    |
| 1940 | Thelma Coyne Long (5/12) Nancye Wynne Bolton (5/10)                                                  | Turneu anulat                                                    | Al Doilea Război Mondial                               | Sarah Palfrey Cooke (10/11) Alice Marble (6/6)                   |
| 1941 | Al Doilea Război Mondial                                                                             | Franța ținută sub ocupație germană                               | Al Doilea Război Mondial                               | Sarah Palfrey Cooke (11/11) Margaret Osborne duPont (1/21)       |
| 1942 | Al Doilea Război Mondial                                                                             | Franța ținută sub ocupație germană                               | Al Doilea Război Mondial                               | Louise Brough (1/21) Margaret Osborne duPont (2/21)              |
| 1943 | Al Doilea Război Mondial                                                                             | Franța ținută sub ocupație germană                               | Al Doilea Război Mondial                               | Louise Brough (2/21) Margaret Osborne duPont (3/21)              |
| 1944 | Al Doilea Război Mondial                                                                             | Franța ținută sub ocupație germană                               | Al Doilea Război Mondial                               | Louise Brough (3/21) Margaret Osborne duPont (4/21)              |
| 1945 | Al Doilea Război Mondial                                                                             | Franța ținută sub ocupație germană                               | Al Doilea Război Mondial                               | Louise Brough (4/21) Margaret Osborne duPont (5/21)              |
| 1946 | Joyce Fitch Mary Hawton                                                                              | Louise Brough (5/21) Margaret Osborne duPont (6/21)              | Louise Brough (6/21) Margaret Osborne duPont (7/21)    | Louise Brough (7/21) Margaret Osborne duPont (8/21)              |
| 1947 | Thelma Coyne Long (6/12) Nancye Wynne Bolton (6/10)                                                  | Louise Brough (8/21) Margaret Osborne duPont (9/21)              | Patricia Canning Todd (1/2) Doris Hart (1/14)          | Louise Brough (9/21) Margaret Osborne duPont (10/21)             |
| 1948 | Thelma Coyne Long (7/12) Nancye Wynne Bolton (7/10)                                                  | Doris Hart (2/14) Patricia Canning Todd (2/2)                    | Louise Brough (10/21) Margaret Osborne duPont (11/21)  | Louise Brough (11/21) Margaret Osborne duPont (12/21)            |
| 1949 | Thelma Coyne Long (8/12) Nancye Wynne Bolton (8/10)                                                  | Louise Brough (12/21) Margaret Osborne duPont (13/21)            | Louise Brough (13/21) Margaret Osborne duPont (14/21)  | Louise Brough (14/21) Margaret Osborne duPont (15/21)            |
| 1950 | Louise Brough (15/21) Doris Hart (3/14)                                                              | Doris Hart (4/14) Shirley Fry (1/12)                             | Louise Brough (16/21) Margaret Osborne duPont (16/21)  | Louise Brough (17/21) Margaret Osborne duPont (17/21)            |
| 1951 | Thelma Coyne Long (9/12) Nancye Wynne Bolton (9/10)                                                  | Doris Hart (5/14) Shirley Fry Irvin (2/12)                       | Doris Hart (6/14) Shirley Fry Irvin (3/12)             | Shirley Fry Irvin (4/12) Doris Hart (7/14)                       |
| 1952 | Thelma Coyne Long (10/12) Nancye Wynne Bolton (10/10)                                                | Doris Hart (8/14) Shirley Fry Irvin (5/12)                       | Doris Hart (9/14) Shirley Fry Irvin (6/12)             | Shirley Fry Irvin (7/12) Doris Hart (10/14)                      |
| 1953 | Maureen Connolly (1/2) Julia Sampson Hayward                                                         | Doris Hart (11/14) Shirley Fry Irvin (8/12)                      | Doris Hart (12/14) Shirley Fry Irvin (9/12)            | Shirley Fry Irvin (10/12) Doris Hart (13/14)                     |
| 1954 | Mary Bevis Hawton (1/4) Beryl Penrose (1/2)                                                          | Maureen Connolly Brinker (2/2) Nell Hall Hopman                  | Louise Brough (18/21) Margaret Osborne duPont (18/21)  | Shirley Fry Irvin (11/12) Doris Hart (14/14)                     |
| 1955 | Mary Bevis Hawton (2/4) Beryl Penrose (2/2)                                                          | Beverly Baker Fleitz Darlene Hard (1/13)                         | Angela Mortimer Anne Shilcock                          | Louise Brough (19/21) Margaret Osborne duPont (19/21)            |
| 1956 | Mary Bevis Hawton (3/4) Thelma Coyne Long (11/12)                                                    | Angela Buxton (1/2) Althea Gibson (1/5)                          | Angela Buxton (2/2) Althea Gibson (2/5)                | Louise Brough (20/21) Margaret Osborne duPont (20/21)            |
| 1957 | Althea Gibson (3/5) Shirley Fry (12/12)                                                              | Shirley Brasher Darlene Hard (2/13)                              | Althea Gibson (4/5) Darlene Hard (3/13)                | Louise Brough (21/21) Margaret Osborne duPont (21/21)            |
| 1958 | Mary Bevis Hawton (4/4) Thelma Coyne Long (12/12)                                                    | Rosie Reyes Yola Ramírez                                         | Maria Bueno (1/11) Althea Gibson (5/5)                 | Darlene Hard (4/13) Jeanne Arth (1/3)                            |
| 1959 | Renée Schuurman (1/5) Sandra Reynolds (1/4)                                                          | Renee Schuurman Haygarth (2/5) Sandra Reynolds Price (2/4)       | Jeanne Arth (2/3) Darlene Hard (5/13)                  | Darlene Hard (6/13) Jeanne Arth (3/3)                            |
| 1960 | Maria Bueno (2/11) Christine Truman                                                                  | Maria Bueno (3/11) Darlene Hard (7/13)                           | Maria Bueno (4/11) Darlene Hard (8/13)                 | Maria Bueno (5/11) Darlene Hard (9/13)                           |
| 1961 | Mary Carter Reitano Margaret Court (1/19)                                                            | Sandra Reynolds Price (3/4) Renee Schuurman Haygarth (3/5)       | Karen Hantze Susman (1/3) Billie Jean King (1/16)      | Darlene Hard (10/13) Lesley Turner Bowrey (1/7)                  |
| 1962 | Margaret Court (2/19) Robyn Ebbern (1/3)                                                             | Sandra Reynolds Price (4/4) Renee Schuurman Haygarth (4/5)       | Karen Hantze Susman (2/3) Billie Jean King (2/16)      | Darlene Hard (11/13) Maria Bueno (6/11)                          |
| 1963 | Margaret Court (3/19) Robyn Ebbern (2/3)                                                             | Ann Haydon-Jones (1/3) Renee Schuurman Haygarth (5/5)            | Maria Bueno (7/11) Darlene Hard (12/13)                | Robyn Ebbern (3/3) Margaret Court (4/19)                         |
| 1964 | Judy Tegart-Dalton (1/8) Lesley Turner Bowrey (2/7)                                                  | Margaret Court (5/19) Lesley Turner Bowrey (3/7)                 | Margaret Court (6/19) Lesley Turner Bowrey (4/7)       | Billie Jean King (3/16) Karen Hantze Susman (3/3)                |
| 1965 | Margaret Court (7/19) Lesley Turner Bowrey (5/7)                                                     | Margaret Court (8/19) Lesley Turner Bowrey (6/7)                 | Maria Bueno (8/11) Nancy Richey Gunter (1/4)           | Carole Caldwell Graebner (1/2) Nancy Richey Gunter (2/4)         |
| 1966 | Carole Caldwell Graebner (2/2) Nancy Richey Gunter (3/4)                                             | Margaret Court (9/19) Judy Tegart-Dalton (2/8)                   | Maria Bueno (9/11) Billie Jean King (4/16)             | Maria Bueno (10/11) Nancy Richey Gunter (4/4)                    |
| 1967 | Lesley Turner Bowrey (7/7) Judy Tegart-Dalton (3/8)                                                  | Françoise Dürr (1/7) Gail Sheriff (1/4)                          | Rosemary Casals (1/9) Billie Jean King (5/16)          | Rosemary Casals (2/9) Billie Jean King (6/16)                    |
| 1968 | Karen Krantzcke Kerry Melville Reid (1/3)                                                            | începe Open Era Françoise Dürr (2/7) Ann Haydon-Jones (2/3)      | Rosemary Casals (3/9) Billie Jean King (7/16)          | Maria Bueno (11/11) Margaret Court (10/19)                       |
| 1969 | Margaret Court (11/19) Judy Tegart-Dalton (4/8)                                                      | Françoise Dürr (3/7) Ann Haydon-Jones (3/3)                      | Margaret Court (12/19) Judy Tegart-Dalton (5/8)        | Françoise Dürr (4/7) Darlene Hard (13/13)                        |
| 1970 | Margaret Court (13/19) Judy Tegart-Dalton (6/8)                                                      | Gail Chanfreau (2/4) Françoise Dürr (5/7)                        | Rosemary Casals (4/9) Billie Jean King (8/16)          | Margaret Court (14/19) Judy Tegart-Dalton (7/8)                  |
| 1971 | Margaret Court (15/19) Evonne Goolagong (1/6)                                                        | Gail Chanfreau (3/4) Françoise Dürr (6/7)                        | Rosemary Casals (5/9) Billie Jean King (9/16)          | Rosemary Casals (6/9) Judy Tegart-Dalton (8/8)                   |
| 1972 | Kerry Harris Helen Gourlay (1/5)                                                                     | Billie Jean King (10/16) Betty Stöve (1/6)                       | Billie Jean King (11/16) Betty Stöve (2/6)             | Françoise Dürr (7/7) Betty Stöve (3/6)                           |
| 1973 | Margaret Court (16/19) Virginia Wade (1/4)                                                           | Margaret Court (17/19) Virginia Wade (2/4)                       | Rosemary Casals (7/9) Billie Jean King (12/16)         | Margaret Court (18/19) Virginia Wade (3/4)                       |
| 1974 | Evonne Goolagong (2/6) Peggy Michel (1/3)                                                            | Chris Evert (1/3) Olga Morozova                                  | Evonne Goolagong (3/6) Peggy Michel (2/3)              | Rosemary Casals (8/9) Billie Jean King (13/16)                   |
| 1975 | Evonne Goolagong (4/6) Peggy Michel (3/3)                                                            | Chris Evert (2/3) Martina Navrátilová (1/31)                     | Ann Kiyomura Kazuko Sawamatsu                          | Margaret Court (19/19) Virginia Wade (4/4)                       |
| 1976 | Evonne Cawley (5/6) Helen Gourlay (2/5)                                                              | Fiorella Bonicelli Gail Lovera (4/4)                             | Chris Evert (3/3) Martina Navrátilová (2/31)           | Delina Boshoff Ilana Kloss                                       |
| 1977 | Ianuarie Dianne Fromholtz Balestrat Helen Cawley (3/5)                                               | Regina Maršíková Pam Teeguarden                                  | Helen Cawley (4/5) JoAnne Russell                      | Martina Navratilova (3/31) Betty Stöve (4/6)                     |
| 1977 | Decembrie Evonne Cawley (6/6) Helen Cawley (5/5) împărțit cu Mona Guerrant Kerry Melville Reid (2/3) | Regina Maršíková Pam Teeguarden                                  | Helen Cawley (4/5) JoAnne Russell                      | Martina Navratilova (3/31) Betty Stöve (4/6)                     |
| 1978 | Betsy Nagelsen (1/2) Renáta Tomanová ††                                                              | Mima Jaušovec Virginia Ruzici                                    | Kerry Melville Reid (3/3) Wendy Turnbull (1/4)         | Billie Jean King (14/16) Martina Navratilova (4/31)              |
| 1979 | Judy Connor Diane Evers ††                                                                           | Betty Stöve (5/6) Wendy Turnbull (2/4)                           | Billie Jean King (15/16) Martina Navratilova (5/31)    | Betty Stöve (6/6) Wendy Turnbull (3/4)                           |
| 1980 | Martina Navratilova (7/31) Betsy Nagelsen (2/2) ††                                                   | Kathy Jordan (1/5) Anne Smith (1/5)                              | Kathy Jordan (2/5) Anne Smith (2/5)                    | Billie Jean King (16/16) Martina Navratilova (6/31)              |
| 1981 | Kathy Jordan (4/5) Anne Smith (4/5) ††                                                               | Rosalyn Fairbank Nideffer (1/2) Tanya Harford                    | Martina Navratilova (8/31) Pam Shriver (1/21)          | Kathy Jordan (3/5) Anne Smith (3/5)                              |
| 1982 | Martina Navratilova (11/31) Pam Shriver (3/21) ††                                                    | Martina Navratilova (9/31) Anne Smith (5/5)                      | Martina Navratilova (10/31) Pam Shriver (2/21)         | Rosemary Casals (9/9) Wendy Turnbull (4/4)                       |
| 1983 | Martina Navratilova (14/31) Pam Shriver (6/21) ††                                                    | Rosalyn Fairbank Nideffer (2/2) Candy Reynolds                   | Martina Navratilova (12/31) Pam Shriver (4/21)         | Martina Navratilova (13/31) Pam Shriver (5/21)                   |
| 1984 | Martina Navratilova (18/31) Pam Shriver (10/21) ††                                                   | Martina Navratilova (15/31) Pam Shriver (7/21)                   | Martina Navratilova (16/31) Pam Shriver (8/21)         | Martina Navratilova (17/31) Pam Shriver (9/21)                   |
| 1985 | Martina Navratilova (20/31) Pam Shriver (12/21) ††                                                   | Martina Navratilova (19/31) Pam Shriver (11/21)                  | Kathy Jordan (5/5) Elizabeth Sayers Smylie             | Claudia Kohde-Kilsch (1/2) Helena Suková (1/9)                   |
| 1986 | no competition                                                                                       | Martina Navratilova (21/31) Andrea Temesvári                     | Martina Navratilova (22/31) Pam Shriver (13/21)        | Martina Navratilova (23/31) Pam Shriver (14/21)                  |
| 1987 | Martina Navratilova (24/31) Pam Shriver (15/21)                                                      | Martina Navratilova (25/31) Pam Shriver (16/21)                  | Claudia Kohde-Kilsch (2/2) Helena Suková (2/9)         | Martina Navratilova (26/31) Pam Shriver (17/21)                  |
| 1988 | Martina Navratilova (27/31) Pam Shriver (18/21)                                                      | Martina Navratilova (28/31) Pam Shriver (19/21)                  | Steffi Graf Gabriela Sabatini                          | Gigi Fernández (1/17) Robin White                                |
| 1989 | Martina Navratilova (29/31) Pam Shriver (20/21)                                                      | Larisa Savchenko Neiland (1/2) Natasha Zvereva (1/18)            | Jana Novotná (1/12) Helena Suková (3/9)                | Hana Mandlíková Martina Navratilova (30/31)                      |
| 1990 | Jana Novotná (2/12) Helena Suková (4/9)                                                              | Jana Novotná (3/12) Helena Suková (5/9)                          | Jana Novotná (4/12) Helena Suková (6/9)                | Gigi Fernández (2/17) Martina Navratilova (31/31)                |
| 1991 | Patty Fendick Mary Joe Fernández (1/2)                                                               | Gigi Fernández (3/17) Jana Novotná (5/12)                        | Larisa Savchenko Neiland (2/2) Natasha Zvereva (2/18)  | Pam Shriver (21/21) Natasha Zvereva (3/18)                       |
| 1992 | Arantxa Sánchez Vicario (1/6) Helena Suková (7/9)                                                    | Gigi Fernández (4/17) Natasha Zvereva (4/18)                     | Gigi Fernández (5/17) Natasha Zvereva (5/18)           | Gigi Fernández (6/17) Natasha Zvereva (6/18)                     |
| 1993 | Gigi Fernández (7/17) Natasha Zvereva (7/18)                                                         | Gigi Fernández (8/17) Natasha Zvereva (8/18)                     | Gigi Fernández (9/17) Natasha Zvereva (9/18)           | Arantxa Sánchez Vicario (2/6) Helena Suková (8/9)                |
| 1994 | Gigi Fernández (10/17) Natasha Zvereva (10/18)                                                       | Gigi Fernández (11/17) Natasha Zvereva (11/18)                   | Gigi Fernández (12/17) Natasha Zvereva (12/18)         | Jana Novotná (6/12) Arantxa Sánchez Vicario (3/6)                |
| 1995 | Jana Novotná (7/12) Arantxa Sánchez Vicario (4/6)                                                    | Gigi Fernández (13/17) Natasha Zvereva (13/18)                   | Jana Novotná (8/12) Arantxa Sánchez Vicario (5/6)      | Gigi Fernández (14/17) Natasha Zvereva (14/18)                   |
| 1996 | Chanda Rubin Arantxa Sánchez Vicario (6/6)                                                           | Lindsay Davenport (1/3) Mary Joe Fernández (2/2)                 | Martina Hingis (1/13) Helena Suková (9/9)              | Gigi Fernández (15/17) Natasha Zvereva (15/18)                   |
| 1997 | Martina Hingis (2/13) Natasha Zvereva (16/18)                                                        | Gigi Fernández (16/17) Natasha Zvereva (17/18)                   | Gigi Fernández (17/17) Natasha Zvereva (18/18)         | Lindsay Davenport (2/3) Jana Novotná (9/12)                      |
| 1998 | Martina Hingis (3/13) Mirjana Lučić                                                                  | Martina Hingis (4/13) Jana Novotná (10/12)                       | Martina Hingis (5/13) Jana Novotná (11/12)             | Martina Hingis (6/13) Jana Novotná (12/12)                       |
| 1999 | Martina Hingis (7/13) Anna Kournikova (1/2)                                                          | Serena Williams (1/14) Venus Williams (1/14)                     | Lindsay Davenport (3/3) Corina Morariu                 | Serena Williams (2/14) Venus Williams (2/14)                     |
| 2000 | Lisa Raymond (1/6) Rennae Stubbs (1/4)                                                               | Martina Hingis (8/13) Mary Pierce                                | Serena Williams (3/14) Venus Williams (3/14)           | Julie Halard-Decugis Ai Sugiyama (1/3)                           |
| 2001 | Serena Williams (4/14) Venus Williams (4/14)                                                         | Virginia Ruano Pascual (1/10) Paola Suárez (1/8)                 | Lisa Raymond (2/6) Rennae Stubbs (2/4)                 | Lisa Raymond (3/6) Rennae Stubbs (3/4)                           |
| 2002 | Martina Hingis (9/13) Anna Kournikova (2/2)                                                          | Virginia Ruano Pascual (2/10) Paola Suárez (2/8)                 | Serena Williams (5/14) Venus Williams (5/14)           | Virginia Ruano Pascual (3/10) Paola Suárez (3/8)                 |
| 2003 | Serena Williams (6/14) Venus Williams (6/14)                                                         | Kim Clijsters (1/2) Ai Sugiyama (2/3)                            | Kim Clijsters (2/2) Ai Sugiyama (3/3)                  | Virginia Ruano Pascual (4/10) Paola Suárez (4/8)                 |
| 2004 | Virginia Ruano Pascual (5/10) Paola Suárez (5/8)                                                     | Virginia Ruano Pascual (6/10) Paola Suárez (6/8)                 | Cara Black (1/5) Rennae Stubbs (4/4)                   | Virginia Ruano Pascual (7/10) Paola Suárez (7/8)                 |
| 2005 | Svetlana Kuznetsova (1/2) Alicia Molik (1/2)                                                         | Virginia Ruano Pascual (8/10) Paola Suárez (8/8)                 | Cara Black (2/5) Liezel Huber (1/5)                    | Lisa Raymond (4/6) Samantha Stosur (1/4)                         |
| 2006 | Yan Zi (1/2) Zheng Jie (1/2)                                                                         | Lisa Raymond (5/6) Samantha Stosur (2/4)                         | Yan Zi (2/2) Zheng Jie (2/2)                           | Nathalie Dechy (1/2) Vera Zvonareva (1/3)                        |
| 2007 | Cara Black (3/5) Liezel Huber (2/5)                                                                  | Alicia Molik (2/2) Mara Santangelo                               | Cara Black (4/5) Liezel Huber (3/5)                    | Nathalie Dechy (2/2) Dinara Safina                               |
| 2008 | Alona Bondarenko Kateryna Bondarenko                                                                 | Anabel Medina Garrigues (1/2) Virginia Ruano Pascual (9/10)      | Serena Williams (7/14) Venus Williams (7/14)           | Cara Black (5/5) Liezel Huber (4/5)                              |
| 2009 | Serena Williams (8/14) Venus Williams (8/14)                                                         | Anabel Medina Garrigues (2/2) Virginia Ruano Pascual (10/10)     | Serena Williams (9/14) Venus Williams (9/14)           | Serena Williams (10/14) Venus Williams (10/14)                   |
| 2010 | Serena Williams (11/14) Venus Williams (11/14)                                                       | Serena Williams (12/14) Venus Williams (12/14)                   | Vania King (1/2) Iaroslava Șvedova (1/2)               | Vania King (2/2) Iaroslava Șvedova (2/2)                         |
| 2011 | Gisela Dulko (1/1) Flavia Pennetta (1/1)                                                             | Andrea Hlaváčková (1/2) Lucie Hradecká (1/2)                     | Květa Peschke (1/1) Katarina Srebotnik (1/1)           | Liezel Huber (5/5) Lisa Raymond (6/6)                            |
| 2012 | Svetlana Kuznetsova (2/2) Vera Zvonareva (2/3)                                                       | Sara Errani (1/6) Roberta Vinci (1/5)                            | Serena Williams (13/14) Venus Williams (13/14)         | Sara Errani (2/6) Roberta Vinci (2/5)6                           |
| 2013 | Sara Errani (3/6) Roberta Vinci (3/5)                                                                | Ekaterina Makarova (1/3) Elena Vesnina (1/3)                     | Hsieh Su-wei (1/7) Peng Shuai (1/2)                    | Andrea Hlaváčková (2/2) Lucie Hradecká (2/2)                     |
| 2014 | Sara Errani (4/6) Roberta Vinci (4/5)                                                                | Hsieh Su-wei (2/7) Peng Shuai (2/2)                              | Sara Errani (5/6) Roberta Vinci (5/5)                  | Ekaterina Makarova (2/3) Elena Vesnina (2/3)                     |
| 2015 | Bethanie Mattek-Sands (1/5) Lucie Šafářová (1/5)                                                     | Bethanie Mattek-Sands (2/5) Lucie Šafářová (2/5)                 | Martina Hingis (10/13) Sania Mirza (1/3)               | Martina Hingis (11/13) Sania Mirza (2/3)                         |
| 2016 | Martina Hingis (12/13) Sania Mirza (3/3)                                                             | Caroline Garcia (1/2) Kristina Mladenovic (1/6)                  | Serena Williams (14/14) Venus Williams (14/14)         | Bethanie Mattek-Sands (3/5) Lucie Šafářová (3/5)                 |
| 2017 | Bethanie Mattek-Sands (4/5) Lucie Šafářová (4/5)                                                     | Bethanie Mattek-Sands (5/5) Lucie Šafářová (5/5)                 | Ekaterina Makarova (3/3) Elena Vesnina (3/3)           | Chan Yung-jan (1/1) Martina Hingis (13/13)                       |
| 2018 | Tímea Babos (1/4) Kristina Mladenovic (2/6)                                                          | Barbora Krejčíková (1/7) Kateřina Siniaková (1/10)               | Barbora Krejčíková (2/7) Kateřina Siniaková (2/10)     | Ashleigh Barty (1/1) CoCo Vandeweghe (1/1)                       |
| 2019 | Samantha Stosur (3/4) Zhang Shuai (1/2)                                                              | Tímea Babos (2/4) Kristina Mladenovic (3/6)                      | Hsieh Su-wei (3/7) Barbora Strýcová (1/2)              | Elise Mertens (1/5) Arina Sabalenka (1/2)                        |
| 2020 | Tímea Babos (3/4) Kristina Mladenovic (4/6)                                                          | Tímea Babos (4/4) Kristina Mladenovic (5/6) †††                  | anulat din cauza pandemiei de COVID-19                 | Laura Siegemund (1/1) Vera Zvonareva (3/3)                       |
| 2021 | Elise Mertens (2/5) Arina Sabalenka (2/2)                                                            | Barbora Krejčíková (3/7) Kateřina Siniaková (3/10)               | Hsieh Su-wei (4/7) Elise Mertens (3/5)                 | Samantha Stosur (4/4) Zhang Shuai (2/2)                          |
| 2022 | Barbora Krejčíková (4/7) Kateřina Siniaková (4/10)                                                   | Caroline Garcia (2/2) Kristina Mladenovic (6/6)                  | Barbora Krejčíková (5/7) Kateřina Siniaková (5/10)     | Barbora Krejčíková (6/7) Kateřina Siniaková (6/10)               |
| 2023 | Barbora Krejčíková (7/7) Kateřina Siniaková (7/10)                                                   | Hsieh Su-wei (5/7) Wang Xinyu (1/1)                              | Hsieh Su-wei (6/7) Barbora Strýcová (2/2)              | Gabriela Dabrowski (1/1) Erin Routliffe (1/1)                    |
| 2024 | Hsieh Su-wei (7/7) Elise Mertens (4/5)                                                               | Coco Gauff (1/1) Kateřina Siniaková (8/10)                       | Kateřina Siniaková (9/10) Taylor Townsend (1/2)        | Liudmila Kichenok (1/1) Jeļena Ostapenko (1/1)                   |
| 2025 | Kateřina Siniaková (10/10) Taylor Townsend (2/2)                                                     | Sara Errani (6/6) Jasmine Paolini (1/1)                          | Veronika Kudermetova (1/1) Elise Mertens (5/5)         |                                                                  |
| An   | Australian Open                                                                                      | French Open                                                      | Wimbledon                                              | US Open                                                          |

1. ↑  Australian Open: în perioada 1977 – 1986 s-a ținut în decembrie.
2. ↑  French Championships: 
1. Până în 1924 era deschis doar jucătorilor francezi.
2. După 1925, Campionatele Franței s-au deschis tuturor naționalităților.